# Anandamid
Az anandamid (INN: anandamide), vagy arachidonoil-etanolamid (AEA), egy endogén kannabinoid neurotranszmitter, amely jelen van az állati és emberi agyban. Szerkezetét Lumír Ondřej Hanuš cseh analitikai kémikus és William Anthony Devane amerikai molekuláris farmakológus derítette fel Izraelben, a jeruzsálemi Hebrew University Raphael Mechoulam Laboratóriumában 1992-ben. A név a szanszkrit ánanda szóból, melynek jelentése „öröm”, és az amid szó összetételéből ered.
Bomlásában részt vesz a zsírsavamid-hidroláz enzim (fatty acid amide hydrolase - FAAH), amely az anandamidot inaktív etanolaminná és arachidonsavvá bontja. Emiatt a FAAH gátlása megemelkedett anandamidszinthez vezet, melynek terápiás értéke lehet.

## Lásd még
- Tetrahidrokannabinol (THC)